# AT-1K Raybolt
El AT-1K Raybolt (coreano: "Hyeon-gung") es un misil guiado antitanque de tercera generación portátil de Corea del Sur construido por LIG Nex1. Tiene capacidad de dispara y olvida usando un buscador de imágenes infrarrojas y tiene una ojiva en tándem para derrotar a la armadura reactiva explosiva. El Raybolt tiene un ataque superior y modos de ataque directo. Es el primer ATGM construido por Corea del Sur y entró en producción en masa en junio de 2017.
El Raybolt está posicionado por su fabricante como un competidor y un par de los ATGM estadounidenses FGM-148 Javelin y los israelíes  Spike-MR.

## Desarrollo
El desarrollo comenzó en 2007 y comenzó en serio en 2010, cuando los misiles guiados antitanques existentes en Corea del Sur estaban llegando al final de su vida útil de 25 años. Las prioridades de LIG Nex1 durante el desarrollo fueron el rendimiento, el peso y la competitividad de las exportaciones de clase mundial mediante la localización de los componentes principales, la rentabilidad y la fiabilidad. El desarrollo no fue del todo sencillo y durante los primeros cinco años hubo varios fallos con las "Pruebas de vuelo cautivo". En una retrospectiva del desarrollo de Raybolt, un ingeniero evaluó el mayor desafío como garantía de calidad.
El Raybolt fue desarrollado para reemplazar armas antitanque obsoletas, como rifles sin retroceso y misiles TOW. Los misiles TOW de la década de 1970 de Corea del Sur carecían de ojivas en tándem y no serían capaces de destruir los tanques norcoreanos modernos equipados con blindaje reactivo explosivo (ERA).
El Raybolt es producido por LIG Nex1 en cooperación con la Agencia de Desarrollo de Defensa de Corea del Sur, bajo los auspicios de la Administración del Programa de Adquisición de Defensa (DAPA). Aproximadamente el 95% del Raybolt se fabrica en Corea del Sur.
El Raybolt se sometió a evaluaciones de prueba exitosas en Arabia Saudita en diciembre de 2013 y enero de 2014. Se espera que el contrato de Raybolt valga 1 billón de wones hasta 2023.

## Componentes
La característica más notable del Raybolt es un buscador de imágenes infrarrojas que proporciona la capacidad de disparar y olvidar. También tiene una ojiva en tándem y modos de ataque directo y ataque superior. El Raybolt utiliza un propulsor sin humo y se puede disparar desde el interior de un edificio. La Unidad de Lanzamiento y Observación de Misiles Raybolt (OLU) puede montarse en un vehículo o llevarse como mochila por dos hombres. También hay discusiones para montar el Raybolt en helicópteros. El OLU tiene capacidad día/noche a través de una vista térmica. El misil utiliza un lanzamiento suave para escapar del cañón antes de activar el motor de vuelo principal. Está previsto que se adquiera durante el período 2018-2022.
El sistema Raybolt pesa alrededor de 20 kg (44 lb), que su fabricante describe como más liviano que sus pares. La ojiva en tándem HEAT de Raybolt puede penetrar 900 mm de RHA más allá de derrotar a ERA, que DAPA describe como "rendimiento excelente".
El Raybolt se ha comercializado en India. Park Tae-sik, gerente senior de LIG Nex1, también informa interés de América del Sur.
El misil puede ser transportado por una tripulación de dos hombres o equipado para disparar desde vehículos. El ejército de Corea del Sur utiliza una versión antitanque del vehículo táctico ligero 4×4 de Kia Motors (LTV) llamado K-153C; el techo está equipado con una torreta lanzadora con dos misiles listos para disparar y cuatro misiles adicionales llevados dentro del vehículo.

### Plataformas lanzadoras
- Lanzador portátil para hombre
- 4×4 K-153C ATGM carrier
- Rotem KW2 Scorpion Anti-Tank Vehicle

## Historia de combate
El Raybolt fue entregado a las Fuerzas Armadas de la República de Corea en 2017. Será utilizado por el Ejército de Corea y el Cuerpo de Marines de la República de Corea.
En 2018, el Raybolt fue utilizado en la Guerra Civil de Yemen por fuerzas respaldadas por Arabia Saudita contra los hutíes.

## Operadores
- Arabia Saudita[12]
- Corea del Sur
- Emiratos Árabes Unidos[13]